# 必應創造
必應創造股份有限公司，簡稱必應創造，最初為唱片公司相信音樂成立的子公司，專門負責相信音樂旗下歌手或承接其他唱片公司的演唱會製作，後於2014年正式獨立。根據《台灣採購公報網》統計顯示，2015年至2019年間，累計取得37件政府標案，累積金額高達新臺幣334,763,440元。

## 沿革

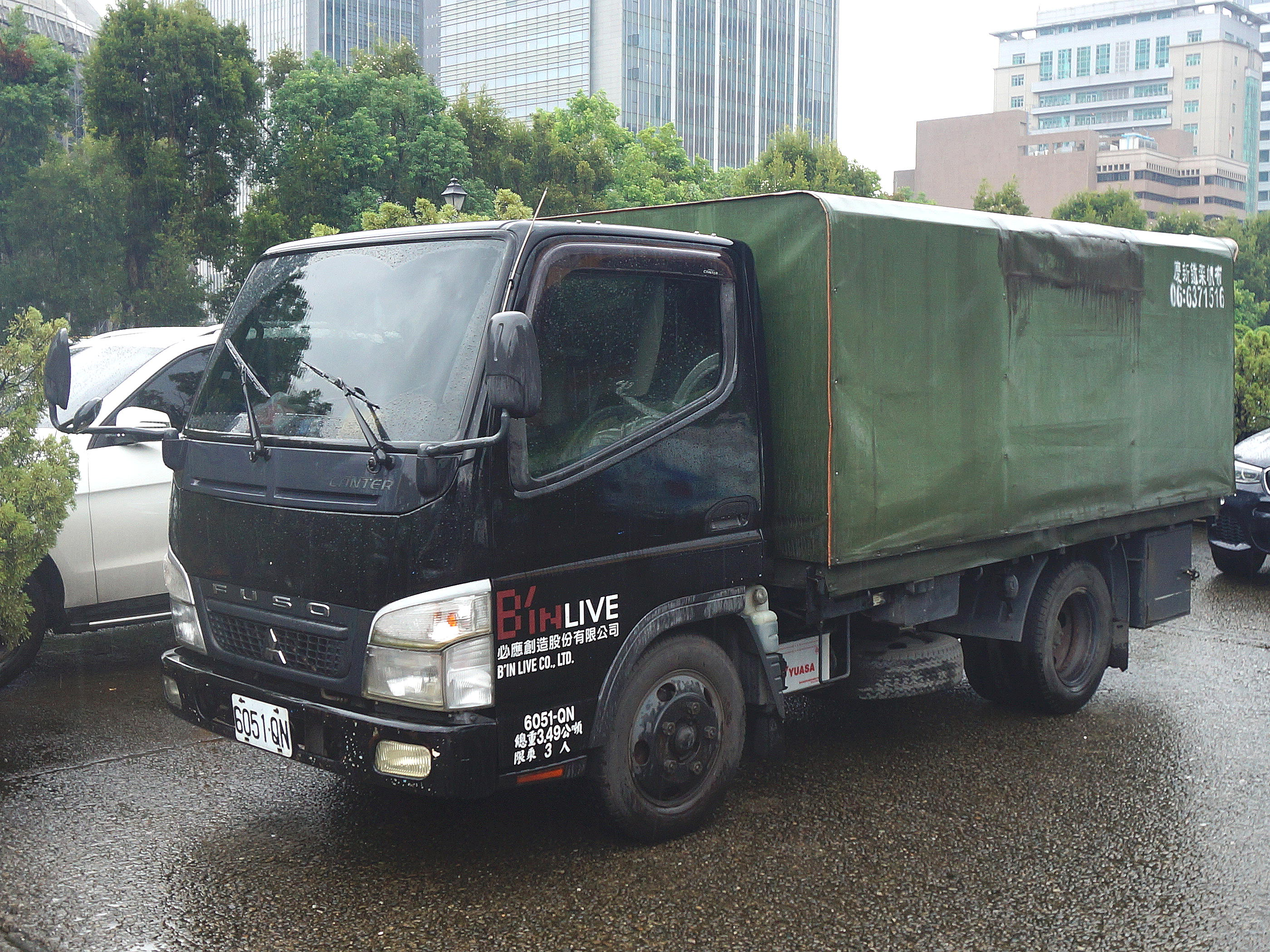
必應創造公務車

為了拉開與其他競爭對手的領先幅度，2014年初，五月天首席演唱會製作人周佑洋從相信音樂自立門戶，一口氣與產業鏈中的五家公司做垂直整合：與合作多年的技術服務公司「創昕製作有限公司」、舞台設計公司「FREE'S」，以及燈光、音響、視訊設備的租賃公司「聯立」、「神翼」、「神樺」合併成為必應創造。
- 2017年3月29日，必應創造以每股新台幣50元在中華民國證券櫃檯買賣中心登錄興櫃交易（櫃檯中心：6625），是台灣第四家興櫃的文創產業公司。[4]2017年3月29日，必應創造正式在櫃買中心掛牌上櫃。

- 2018年1月10日，必應創造宣布於該年2月農曆年前掛牌上市。

- 2018年2月7日，必應創造在台灣證券交易所掛牌上市（臺證所：6625）。

## 旗下藝人
ALL IN 5

## 演唱會製作
歷年演唱會製作表如下 ：
| 年份              | 歌手                                                                         | 演唱會名稱                                                      |
| 2007              | 五月天                                                                       | 「天使為愛而生」巡迴演唱會                                      |
| 2007~2008         | 五月天                                                                       | 「離開地球表面」世界巡迴演唱會                                  |
| 2007              | 梁靜茹                                                                       | 「愛的大遊行part2」巡迴演唱會                                   |
| 2007~2009         | 梁靜茹                                                                       | 「今天情人節」世界巡迴演唱會                                    |
| 2008              | 五月天                                                                       | 「突然很想見到你」台北演唱會                                    |
| 2008              | 五月天                                                                       | 「後青春期的詩」校園巡迴演唱會                                  |
| 2008              | 李宗盛                                                                       | 「ALL STAR」巡迴演唱會                                          |
| 2008              | 李聖傑                                                                       | 「萬人迷」巡迴演唱會                                            |
| 2008              | 品冠                                                                         | 「那些女孩教我的事」巡迴演唱會                                  |
| 2008              | 相信音樂                                                                     | 「相信相愛」高雄漢神巨蛋演唱會                                  |
| 2008              | 范逸臣                                                                       | 「無樂不做」台北小巨蛋演唱會                                    |
| 2008              | 范瑋琪                                                                       | 「我們是朋友」巡迴演唱會                                        |
| 2008              | 游鴻明、彭佳慧                                                               | 「呼彭喚遊」巡迴演唱會                                          |
| 2008              | 黃大煒                                                                       | 「第六感」台北演唱會                                            |
| 2009              | Tizzy Bac                                                                    | 「你們都不要變」演唱會                                          |
| 2009~2010         | 五月天                                                                       | 「D.N.A」世界巡迴演唱會                                         |
| 2009              | 五月天                                                                       | 「十萬人出頭天」台北中山足球場演唱會                            |
| 2009              | 品冠                                                                         | 愛情在香港轉機! 品冠香港演唱會09                                |
| 2009              | 品冠                                                                         | 「一切為了愛」世界巡迴演唱會                                    |
| 2009              | 相信音樂                                                                     | 「相親相愛」上海聖誕演唱會                                      |
| 2010              | F.I.R.飛兒樂團                                                               | 「微笑紀念日」演唱會                                            |
| 2010~2011         | 丁噹                                                                         | 「下一站 天后」巡迴演唱會                                       |
| 2010              | 姜育恆                                                                       | 「愛的痕跡」巡迴演唱會                                          |
| 2010              | 韋禮安                                                                       | 「兩腳書櫥的逃亡」演唱會                                        |
| 2010~2011         | 劉若英                                                                       | 「脫掉高跟鞋」世界巡迴演唱會                                    |
| 2010              | 嚴爵                                                                         | 「先知先爵」演唱會                                              |
| 2011~2012         | F.I.R.飛兒樂團                                                               | 「創世紀 It ' s My Live」世界巡迴演唱會                         |
| 2011~2012         | MP魔幻力量                                                                   | 「黑白切」切兩半2in1演唱會                                      |
| 2011~2012         | 丁噹                                                                         | 「歌舞線上」巡迴演唱會                                          |
| 2011~2017         | 五月天                                                                       | 「Just Rock It！就是」演唱會                                    |
| 2011~2014         | 五月天                                                                       | 「諾亞方舟」世界巡迴演唱會                                      |
| 2011              | 伍思凱                                                                       | 「特別的愛給特別的你」世界巡迴演唱會                            |
| 2011~2013         | 林宥嘉                                                                       | 「神遊」巡迴演唱會                                              |
| 2011              | 姜育恆                                                                       | 「我和我的朋友」巡迴演唱會                                      |
| 2011~2013         | 范瑋琪                                                                       | 「LOVE & FANFAN」巡迴演唱會                                     |
| 2011~2012         | 嚴爵                                                                         | 「沒有你怎麼辦」巡迴演唱會                                      |
| 2012~2014         | 丁噹                                                                         | 「真愛好難得」巡迴演唱會                                        |
| 2012~2014         | 五月天                                                                       | 「Just Love It！」公益演唱會                                    |
| 2012              | 任賢齊                                                                       | 「神魔人」世界巡迴演唱會                                        |
| 2012              | 林宥嘉                                                                       | 「爵士音樂會」                                                  |
| 2012~2013         | 品冠                                                                         | 「未拆的禮物」近距離演唱會                                      |
| 2012              | 韋禮安                                                                       | 「Through My Lenses 印象派」演唱會                              |
| 2012              | 嚴爵                                                                         | 「Y-3全創作」演唱會                                             |
| 2012~2013         | 任賢齊                                                                       | 「飆」世界巡迴演唱會                                            |
| 2013              | flumpool                                                                     | 「Experience台灣初體驗」演唱會                                  |
| 2013              | 嚴爵                                                                         | 「鋼鐵情人」巡迴演唱會                                          |
| 2013              | MP魔幻力量                                                                   | 「神射手」萬箭齊發旗艦版演唱會                                  |
| 2013              | 劉若英                                                                       | 「幸福就是黑色」巡迴演唱會                                      |
| 2013              | 八三夭                                                                       | 「LAST SHOT最後一擊」演唱會                                     |
| 2013~2015         | 林俊傑                                                                       | 「時線Time Line」世界巡迴演唱會                                 |
| 2013~2015         | 李宗盛                                                                       | 「既然青春留不住」世界巡迴演唱會                                |
| 2013              | S.H.E                                                                        | 「Together Forever」世界巡迴演唱會                              |
| 2014              | S.H.E                                                                        | 「Together Forever」世界巡迴演唱會Encore                        |
| 2014~2016         | 張信哲                                                                       | 「還愛光年」世界巡迴演唱會                                      |
| 2014~2016         | 田馥甄                                                                       | 「如果」世界巡迴演唱會                                          |
| 2016~2017         | 田馥甄                                                                       | 「如果」世界巡迴演唱會PLUS                                      |
| 2014~2015         | MP魔幻力量                                                                   | 「我們的主場OURS'MP」演唱會                                     |
| 2014~2015         | 李宗盛                                                                       | 「既然青春留不住 還是做個大叔好」世界巡迴演唱會                 |
| 2014              | 亂彈阿翔                                                                     | 「破水而出」演唱會                                              |
| 2015              | 五月天、乱彈阿翔、丁噹、宇宙人、白安、家家、嚴爵、MP魔幻力量、黃小琥、麋先生 | 「NEW！再創新高」迎新演唱會                                     |
| 2015~2017         | 周華健                                                                       | 「今天唱什麼」世界巡迴演唱會                                    |
| 2015~2017         | 丁噹                                                                         | 「我愛你戀習曲」巡迴演唱會                                      |
| 2015              | Hush                                                                         | 「第一人稱」演唱會                                              |
| 2015              | 家家                                                                         | 「飛 wind beneath my wings」巡迴演唱會                          |
| 2015~2017         | 劉若英                                                                       | 「我敢」世界巡迴演唱會                                          |
| 2015~2016         | 李健                                                                         | 「看見李健」巡迴演唱會                                          |
| 2015~2016         | 麋先生                                                                       | 2015「向著南邊」演唱會                                          |
| 2015              | 丁噹、嚴爵、家家、白安                                                       | 「真愛遇見你」演唱會                                            |
| 2015~2017         | 品冠                                                                         | 「現在，你在哪裡？」世界巡迴演唱會                              |
| 2016              | 五月天                                                                       | 2016「Just Rock It！就是」演唱會                                |
| 2016              | 男人幫                                                                       | 男人幫演唱會                                                    |
| 2017              | 五月天                                                                       | 2017 20週年演唱會回到1997.3.29 > 7號公園第一天 台北大安森林公園 |
| 2017~2019         | 五月天                                                                       | LIFE人生無限公司巡迴演唱會                                      |
| 2017~2018         | 羅大佑                                                                       | 《當年離家的年輕人演唱會 上海梅賽德斯奔馳文化中心》             |
| 2018~2020         | 王力宏                                                                       | 《龍的傳人2060世界巡迴演唱會》                                  |
| 2018              | 李宇春                                                                       | 《流行(liú xíng)中國巡迴演唱會》                                |
| 2018~持續中       | 宇宙人                                                                       | 《宇宙人OADV 我們的探險計劃 世界巡迴演唱會》                    |
| 2018              | 周華健                                                                       | 《【朋友·十年】心系天下W2018演唱會 哈爾濱國際會展體育中心》     |
| 2018              | 周華健                                                                       | 《周華健 2018 獨家音樂會 新加坡聖淘沙名勝世界》                 |
| 2018              | 周華健                                                                       | 《愛在雲端世界巡迴演唱會 雲頂雲星劇場》                         |
| 2018              | 邱比                                                                         | 《上下一方世界巡迴演唱會 台北華山Legacy》                       |
| 2018              | 吳宗憲                                                                       | 《2018 吳宗憲Jacky Wu 台北小巨蛋 演唱會》                       |
| 2018              | 頑童MJ116                                                                    | 《幹大事巡迴演唱會 台北小巨蛋》                                 |
| 2018              | 柯智棠                                                                       | 《吟遊世界巡迴演唱會 台北國際會議中心》                         |
| 2018              | 魏如萱                                                                       | 《【milk and honey】孕期限定演唱會 》                           |
| 2018~2021         | 光良                                                                         | 《今晚我不孤獨 世界巡迴演唱會》                                 |
| 2018              | S.H.E                                                                        | 《S.H.E十七音樂會》台北兩廳院藝文廣場                           |
| 2019              | 5566                                                                         | 《SINCE 5566 一段愛與我們的故事》台北小巨蛋演唱會               |
| 2019              | 吳宗憲                                                                       | 《2019 吳宗憲Jacky Wu 高雄巨蛋 演唱會》                         |
| 2020              | 宇宙人                                                                       | 《你的宇宙YOUNIVERSE》台北小巨蛋演唱會                          |
| 2020              | 劉若英                                                                       | 陪你線上演唱會                                                  |
| 2020              | 鹿洐人、J.Sheon、鼓鼓 、蕭秉治、頑童MJ116                                    | 《北流來襲 PUNCH不斷電》演唱會                                  |
| 2020              | 徐佳瑩、魚丁糸、魏如萱                                                       | 《嗨！北流》臺北流行音樂中心 開幕演唱會                         |
| 2020              | 陳零九                                                                       | 《天生玩家》演唱會                                              |
| 2020              | 蘇慧倫                                                                       | 《生命之花》30周年演唱會                                        |
| 2020~2023         | 田馥甄                                                                       | 《一一巡迴演唱會》                                              |
| 2020~2022         | 陳嘉樺                                                                       | 《艾拉秀X娛樂無限》                                             |
| 2020              | Tizzy Bac                                                                    | 《無限軌道》演唱會                                              |
| 2020年12月19日    | 木曜4超玩                                                                    | 木曜跨界演唱會－Rising《木曜4超玩五週年特別企劃》               |
| 2020~2021         | 鼓鼓                                                                         | 《聽到請回答Connecting...》巡迴演唱會                           |
| 2020~2023         | 五月天                                                                       | 《好好好想見到你》演唱會                                        |
| 2021              | 宇宙人                                                                       | 《明天留給我》線上演唱會                                        |
| 2021~持續中       | 周華健                                                                       | 《少年俠客》世界巡迴演唱會                                      |
| 2021~持續中       | 薛之謙                                                                       | 《天外來物》巡迴演唱會                                          |
| 2021              | 玖壹壹                                                                       | 《LOCAL 不確定會不會》巡迴演唱會                                |
| 2021              | 告五人                                                                       | 《在這座城市遇見了你》巡迴演唱會                                |
| 2021~2023         | 盧廣仲                                                                       | 《勵志演說》演唱會                                              |
| 2021              | 林俊傑                                                                       | 《After The Rain LIVE 音樂特輯》公益演唱會                      |
| 2021年12月25~26日 | 木曜4超玩                                                                    | 木曜跨界演唱會－Awakening《木曜4超玩六週年特別企劃》            |
| 2021              | 五月天                                                                       | 《好好好想見到你》高雄跨年版演唱會 Mayday Fly to 2022           |
| 2022              | 魚丁糸                                                                       | 《池堂影夜》演唱會                                              |
| 2022              | 傻子與白痴                                                                   | 《新專輯巡演FOOL & IDIOT TOUR》                                 |
| 2022              | 五堅情                                                                       | 《Moon Landing月面著陸演唱會》                                  |
| 2022~2024         | 林俊杰                                                                       | JJ20世界巡迴演唱會                                              |
| 2022~2025         | 梁靜茹                                                                       | 《當我們談論愛情》- 梁靜茹世界巡迴演唱會                        |
| 2022~持續中       | 動力火車                                                                     | 《都是因為愛 世界巡迴演唱會》                                   |
| 2022              | 齊豫                                                                         | 《緣》齊豫演唱會                                                |
| 2022              | 冰球樂團                                                                     | 《斯文巨樂部》                                                  |
| 2022              | 吳汶芳                                                                       | 《生存現場 A Live》演唱會                                       |
| 2022              | 戴愛玲                                                                       | 《公主樂未眠》親密巡迴演唱會                                    |
| 2022              | 傻子與白痴                                                                   | 《FOOL & IDIOT Happy Fool's Day "傻白日" 線上演唱會》           |
| 2022              | Matzka                                                                       | 《事情是這樣的The Playbacks》演唱會                             |
| 2022              | 魏嘉瑩                                                                       | 《B514小魏星球》生日演唱會                                      |
| 2024~2025         | 周深                                                                         | 2024周深9.29Hz巡回演唱会                                        |
| 2024~2025         | 林俊杰                                                                       | JJ20 FINAL LAP世界巡迴演唱會                                    |
| 2024~持续中       | 五月天                                                                       | 回到那一天巡迴演唱會                                            |

### StayReal
- 主辦單位：StayReal
- 協辦單位：相信音樂、必應創造

| 時間          | 名稱                                     | 地點           | 附註                              |
| ------------- | ---------------------------------------- | -------------- | --------------------------------- |
| 2017年9月3日  | STAYREAL #在場證明 10週年音樂派對 上海場 | 上海世博展覽館 | with 八三夭、鼓鼓、林俊傑、蔡依林 |
| 2017年9月29日 | STAYREAL #在場證明 10週年音樂派對 台北場 | Legacy Max     | with 八三夭、鼓鼓                 |

### 音樂祭系列演唱會
| 時間                  | 主辦單位                   | 名稱                         | 地點                           |
| --------------------- | -------------------------- | ---------------------------- | ------------------------------ |
| 2017年8月4日-6日      | 新北市政府                 | 2017新北市貢寮國際海洋音樂祭 | 福隆海水浴場                   |
| 2017年9月16日-11月5日 | 台北市文化局               | 2017臺北周末音樂不斷電       | 三創數位生活園區Clapper Studio |
| 2017年10月6日-8日     | 文化部影視及流行音樂產業局 | 2017臺灣樂團潮               | 台北花博公園                   |
| 2018年6月16日         | PChome                     | PChome 18週年慶仲夏狂音樂    | 台北花博公園舞蝶館廣場         |
| 2018年6月20日         | 文化部影視及流行音樂產業局 | 2018金曲國際音樂節           | 台北 Neo Studio                |
| 2018年6月22日         | 文化部影視及流行音樂產業局 | 2018金曲國際音樂節           | 台北 Neo Studio                |
| 2018年7月22日         | 台中市政府新聞局           | 花博倒數100天音樂會          | 台中市民廣場                   |
| 2018年8月18日         | 咪咕                       | Real Me 2018 來電之夜        | 南京奧體中心體育館             |
| 2018年8月25日         | 臺北捷運公司               | 2018超硬電司趴               | 台北小巨蛋                     |

### 超犀利趴系列演唱會
- 詳細資訊及場次請參見超犀利趴。

### 跨年演唱會
- 2020臺北最HIGH新年城
- 2022臺北最HIGH新年城（硬體統籌、導演組）
- 臺中跨年2022虎彩繽紛 閃耀臺中跨年夜（硬體統籌、舞台設計）
- 2024臺北最HIGH新年城[7]

## 電視攝影棚製作
- 三立

- 2013-07-01，三立都會台《綜藝大熱門》

- 台視

- 2014-12-13，臺灣電視台《女王的密室》

- 華視

- 2015-08-15，中華電視台《星光大道》

- 中天

- 2016-01-25，中天電視台《小明星大跟班》

- 民視

- 2016-05-28，民視無線台《台灣那麼旺》

- 公視

- 2018-05-10，公共電視台《一呼百應 (台灣節目)》
- 2020-06-01，公共電視台《36題愛上你》

- Etoday新聞雲

- 2018-10-14，Etoday新聞雲《聲林之王》
- 2019-08-23，Etoday 新聞雲《聲林之王2》

## 頒獎典禮製作
- 電視金鐘獎

- 2014-10-25 第49屆金鐘獎
- 2015-09-26 第50屆金鐘獎電視金鐘獎頒獎典禮

- 廣播金鐘獎

- 2019-09-28 第54屆金鐘獎廣播金鐘獎頒獎典禮

- HITO流行音樂獎

- 2015-05-31 2015 HITO流行音樂獎
- 2016-06-05 2016 HITO流行音樂獎
- 2017-06-04 2017 HITO流行音樂獎
- 2018-06-03 2018 HITO流行音樂獎

- 華劇大賞

- 2015-12-12 三立電視2015華劇大賞頒獎典禮

- KKBOX數位音樂風雲榜

- 2017-01-21 第12屆KKBOX數位音樂風雲榜

- 金羽獎

- 2017-05-27 17直播第一屆直播金羽獎

- 金音創作獎

- 2018-10-27 第9屆金音創作獎
- 2019-11-16 第10屆金音創作獎
- 2020-10-31 第11屆金音創作獎
- 2022-11-05 第13屆金音創作獎
- 2023-10-28 第14屆金音創作獎

## 親子樂園製作
- 2017年1/20-2/28 【 8咘的搞怪樂園 】 高雄夢時代正對面

## 論壇製作
| 時間          | 主辦單位                           | 名稱                                              | 地點                  |
| ------------- | ---------------------------------- | ------------------------------------------------- | --------------------- |
| 2018年7月3日  | 臺北市政府文化局、臺北流行音樂中心 | 2018 臺北流行音樂國際論壇 Taipei Music Conference | 忠泰企業-台北忠泰講廳 |
| 2018年8月28日 | 臺北市政府文化局、臺北流行音樂中心 | 2018 臺北流行音樂國際論壇 Taipei Music Conference | 忠泰企業-台北忠泰講廳 |
| 2018年9月4日  | 臺北市政府文化局、臺北流行音樂中心 | 2018 臺北流行音樂國際論壇 Taipei Music Conference | 忠泰企業-台北忠泰講廳 |

## 電影製作
| 年份 | 片名                 | 附註 |
| ---- | -------------------- | ---- |
| 2019 | 五月天人生無限公司3D | 製片 |

## 相關事業
- 濪濪股份有限公司

## 外部連結
- （繁體中文）必應創造股份有限公司 （页面存档备份，存于）
- （繁體中文）必應創造的Facebook專頁
- （中文）必應創造的新浪微博
- YouTube上的必應創造股份有限公司B'in Live頻道